# Hình Phước Liên
Hình Phước Liên (Khánh Hải) sinh ngày 19 tháng 1 năm 1954 tại Khánh Hòa là nhạc sĩ Việt Nam, được tặng Giải thưởng Nhà nước về Văn học Nghệ thuật vào năm 2022.

## Tiểu sử và sự nghiệp[1]
Hình Phước Liên quê ở làng Hà Liên (phường Ninh Hà, thị xã Ninh Hòa), từ bé đã đam mê âm nhạc. Ở tuổi thiếu thời, ông đã tập viết nhạc cùng với người anh của mình (nhạc sĩ Hình Phước Long).
Năm 1975, Hình Phước Liên tham gia đội văn nghệ quần chúng của huyện Khánh Ninh (nay là thị xã Ninh Hòa và huyện Vạn Ninh). Ông tự sáng tác thơ ca, hò vè, ca khúc để tuyên truyền mọi người xây dựng quê hương. Năm 1976, với ca khúc Khánh Ninh đẹp tình ta, ông đoạt giải nhì cuộc thi sáng tác của tỉnh Phú Khánh. 
Những năm sau đó, Hình Phước Liên cho ra đời nhiều ca khúc được nhiều người biết đến khá nổi như: Đường làng năm ấy, Bài ca người lính đảo, Nhắn đất liền, Chú bê vàng và chàng lính đảo, Cây đàn ghi-ta của Lorca, Cô giáo em là hoa Êban, Ngôi nhà của chúng ta, Năm 2000 của chúng em, Chú bò nhỏ và bác tàu lửa, Em bé Hiroshima, Ơi con sông Dinh...
Năm 2022, ông được tặng Giải thưởng Nhà nước về Văn học Nghệ thuật.

## Các tác phẩm chính
- Khánh Ninh đẹp tình ta
- Đường làng năm ấy
- Bài ca người lính đảo
- Nhắn đất liền
- Chú bê vàng và chàng lính đảo
- Cây đàn ghi-ta của Lorca
- Cô giáo em là hoa Êban
- Ngôi nhà của chúng ta
- Năm 2000 của chúng em
- Chú bò nhỏ và bác tàu lửa
- Em bé Hiroshima...

## Vinh danh
- Giải thưởng Nhà nước về Văn học Nghệ thuật năm 2022.